# Пуртсе (река)
Пу́ртсе (Майдла, Оанду, Кольна; устар. Пурц, Пурце, Изенгоф; эст. Purtse jõgi, Koolma, Oandu jõgi) — река на северо-востоке Эстонии, течёт по территории волости Винни в уезде Ляэне-Вирумаа и волости Люганузе в уезде Ида-Вирумаа. Впадает в Финский залив.
Длина Пуртсе составляет 51,2 км. Площадь водосборного бассейна равняется 811 км². Средний расход воды — 6,7 м³/с.
Начинается между болотами Пунасоо и Сиртси около посёлка Туду на территории волости Винни. В нижнем течении пересекает город Пюсси и посёлок Люганузе. Впадает в Финский залив на границе деревень Пуртсе и Лиймала в волости Люганузе.
Основные притоки:
- левые: Хирмузе, Соонурме;
- правые: Оямаа, Кохтла[7].